# Vervins
Vervins – miejscowość i gmina we Francji, w regionie Hauts-de-France, w departamencie Aisne.
Według danych na styczeń 2014 roku gminę zamieszkiwało 2815 osób, a gęstość zaludnienia wynosiła 272 osoby/km².